# St Georges super Ely
Pour les articles homonymes, voir Saint-Georges.
St Georges super Ely (en anglais) ou Sain Siorys (en gallois) est un village et une communauté du Vale of Glamorgan, au pays de Galles. Il est situé dans le nord-est du borough de comté, à une dizaine de kilomètres à l'ouest du centre-ville de Cardiff. Le fleuve Ely le traverse.

## Démographie
Au recensement de 2011, la communauté de St Georges super Ely comptait 417 habitants.